# District historique de Mesilla Park
Le district historique de Mesilla Park, ou Mesilla Park Historic District en anglais, est un district historique américain à Las Cruces, dans le comté de Doña Ana, au Nouveau-Mexique. Composé de bâtiments construits dans plusieurs styles architecturaux, dont le style Pueblo Revival, il est inscrit au Registre national des lieux historiques depuis le 12 avril 2016 ainsi qu'au New Mexico State Register of Cultural Properties depuis le 2 décembre 2016.